# Politique en Eure-et-Loir
Le département français d'Eure-et-Loir est un département créé le 4 mars 1790 en application de la loi du 22 décembre 1789, à partir des anciennes provinces d'Orléanais, du Perche et d'Île-de-France. Les 365 actuelles communes, dont presque toutes sont regroupées en intercommunalités, sont organisées en 15 cantons permettant d'élire les conseillers départementaux. La représentation dans les instances régionales est quant à elle assurée par 12 conseillers régionaux. Le département est également découpé en 4 circonscriptions législatives, et est représenté au niveau national par quatre députés et trois sénateurs. 

## Représentation politique et administrative

### Préfets et arrondissements

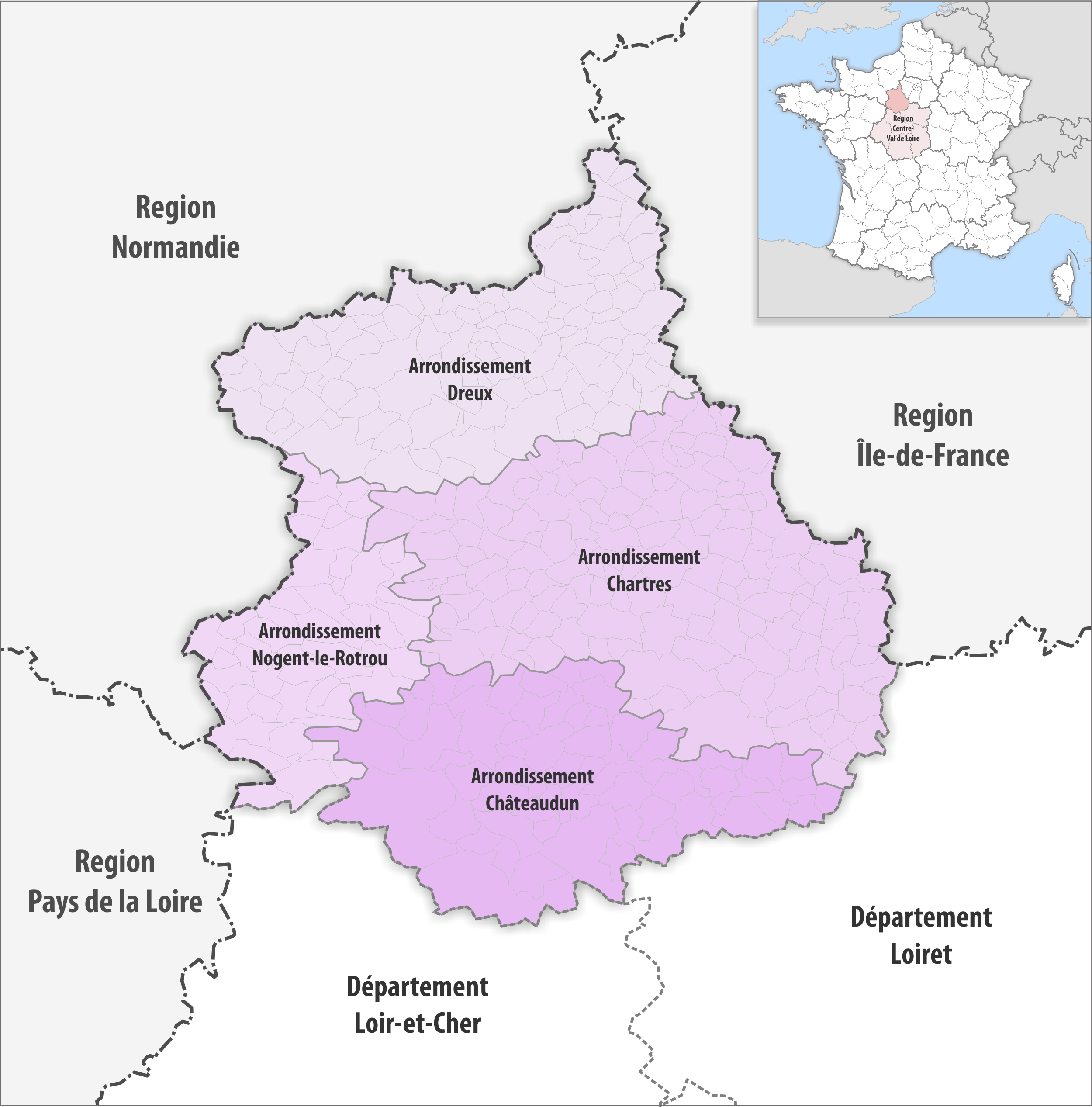
Arrondissements

La préfecture d'Eure-et-Loir est localisée à Chartres. Le département possède en outre trois sous-préfectures à Châteaudun, Dreux et Nogent-le-Rotrou. 

### Députés et circonscriptions législatives

Circonscriptions et affiliations à l'issue des élections de 2024.

| Circ. | Nom                 |  | Parti | Groupe                                           | Suppléant         |
| ----- | ------------------- |  | ----- | ------------------------------------------------ | ----------------- |
| 1re   | Guillaume Kasbarian |  | RE    | Ensemble pour la République                      | Isabelle Mesnard  |
| 1re   | Isabelle Mesnard    |  | HOR   | Horizons et indépendants                         | –                 |
| 1re   | Guillaume Kasbarian |  | RE    | Ensemble pour la République                      | Isabelle Mesnard  |
| 2e    | Olivier Marleix (✝︎) |  | LR    | Droite républicaine                              | Christelle Minard |
| 2e    | Christelle Minard   |  | LR    |                                                  | –                 |
| 3e    | Harold Huwart       |  | PRV   | Libertés, indépendants, outre-mer et territoires | Éric Gérard       |
| 4e    | Philippe Vigier     |  | MoDem | Les Démocrates                                   | Laurent Leclercq  |

### Sénateurs
| Nom                    |  | Parti | Groupe           | Autres mandats (passés ou actuels) |
| ---------------------- |  | ----- | ---------------- | ---------------------------------- |
| Albéric de Montgolfier |  | LR    | Les Républicains |                                    |
| Chantal Deseyne        |  | LR    | Les Républicains |                                    |
| Daniel Guéret          |  | LR    | Les Républicains |                                    |

### Conseillers départementaux

Cantons et affiliations à l'issue des élections de 2021.

| Canton                     | Conseiller sortant          | Parti | Parti | Conseiller élu             | Parti | Parti |
| -------------------------- | --------------------------- | ----- | ----- | -------------------------- | ----- | ----- |
| Anet                       | Évelyne Lefebvre            |       | LR    | Évelyne Lefebvre           |       | LR    |
| Anet                       | Francis Pecquenard          |       | LR    | Francis Pecquenard         |       | LR    |
| Auneau                     | Catherine Aubijoux          |       | LR    | Annie Camuel               |       | LR    |
| Auneau                     | Stéphane Lemoine            |       | LR    | Stéphane Lemoine           |       | LR    |
| Brou                       | Françoise Hamelin           |       | UDI   | Danièle Carrouget          |       | DVD   |
| Brou                       | Claude Térouinard           |       | LR    | Claude Térouinard          |       | LR    |
| Chartres-1                 | Karine Dorange              |       | LR    | Karine Dorange             |       | LR    |
| Chartres-1                 | Alain Bellamy               |       | DVD   | Étienne Rouault            |       | LR    |
| Chartres-2                 | Élisabeth Fromont           |       | LR    | Élisabeth Fromont          |       | LR    |
| Chartres-2                 | Franck Masselus             |       | LR    | Franck Masselus            |       | LR    |
| Chartres-3                 | Élisabeth Barrault          |       | LR    | Isabelle Vincent           |       | LR    |
| Chartres-3                 | Rémi Martial                |       | LR    | Rémi Martial               |       | LR    |
| Châteaudun                 | Alice Baudet                |       | LR    | Alice Baudet               |       | LR    |
| Châteaudun                 | Joël Billard                |       | LR    | Joël Billard               |       | LR    |
| Dreux-1                    | Florence Henri              |       | UDI   | Évelyne Delaplace          |       | LR    |
| Dreux-1                    | Christophe Le Dorven        |       | LR    | Christophe Le Dorven       |       | LR    |
| Dreux-2                    | Sylvie Honneur              |       | LR    | Sylvie Honneur             |       | LR    |
| Dreux-2                    | Jacques Lemare              |       | LR    | Jacques Lemare             |       | LR    |
| Épernon                    | Anne Bracco                 |       | LR    | Anne Bracco                |       | LR    |
| Épernon                    | Jean-Noël Marie             |       | LR    | Jean-Noël Marie            |       | LR    |
| Illiers-Combray            | Laure de La Raudière        |       | Agir  | Laure de La Raudière       |       | Agir  |
| Illiers-Combray            | Bernard Puyenchet           |       | LR    | Hervé Buisson              |       | DVD   |
| Lucé                       | Marie-Pierre Lemaître-Lezin |       | DVG   | Emmanuelle Gelineau-Boutet |       | DVD   |
| Lucé                       | Xavier Roux                 |       | DVG   | Bertrand Massot            |       | LC    |
| Nogent-le-Rotrou           | Pascale de Souancé          |       | DVD   | Stéphanie Courel           |       | DVD   |
| Nogent-le-Rotrou           | Luc Lamirault               |       | Agir  | Éric Gérard                |       | LR    |
| Saint-Lubin-des-Joncherets | Christelle Minard           |       | LR    | Christelle Minard          |       | LR    |
| Saint-Lubin-des-Joncherets | Gérard Sourisseau           |       | UDI   | Xavier Nicolas             |       | LR    |
| Les Villages Vovéens       | Delphine Breton             |       | LR    | Delphine Breton            |       | LR    |
| Les Villages Vovéens       | Albéric de Montgolfier      |       | LR    | Marc Guerrini              |       | LC    |

### Conseillers régionaux
Présidence : François Bonneau (Loiret)
|            | Parti | Siège |
| ---------- | ----- | ----- |
| Majorité   |       |       |
|            | PS    | 2     |
|            | MR    | 1     |
|            | PCF   | 1     |
|            | EÉLV  | 1     |
|            | ÉCO   | 1     |
| Opposition |       |       |
|            | RN    | 2     |
|            | LR    | 2     |
|            | LREM  | 1     |
|            | LC    | 1     |

### Maires

Carte des 365 communes d'Eure-et-Loir au 1er janvier 2022.

| Commune          | Maire                  |  | Parti | Élection | Population |
| ---------------- | ---------------------- |  | ----- | -------- | ---------- |
| Chartres         | Jean-Pierre Gorges     |  | LR    | 2001     | 37 990     |
| Châteaudun       | Fabien Verdier         |  | DVG   | 2020     | 12 898     |
| Dreux            | Pierre-Frédéric Billet |  | LR    | 2020     | 31 205     |
| Lucé             | Florent Gauthier       |  | DVC   | 2020     | 15 658     |
| Mainvilliers     | Michèle Bonthoux       |  | PS    | 2020     | 10 950     |
| Nogent-le-Rotrou | Harold Huwart          |  | PRV   | 2020     | 9 305      |
| Vernouillet      | Damien Stépho          |  | PS    | 2020     | 12 491     |